# La Liga 1952-1953
Statisticile pentru sezonul La Liga 1952–53.
La acest sezon au participat următoarele cluburi:
| - Athletic Bilbao - Atlético Madrid - FC Barcelona - Celta Vigo - Deportivo La Coruña - RCD Espanyol - CD Málaga - Racing de Santander |  | - Real Madrid C.F. - Real Oviedo - Real Sociedad - Real Valladolid - Real Zaragoza - Sevilla FC - Sporting de Gijón - Valencia CF |

## Clasament
| Poziție | Club                | Meciuri jucate | V  | E | Î  | GÎ | GP | Puncte | A   | Comentarii                       |
| ------- | ------------------- | -------------- | -- | - | -- | -- | -- | ------ | --- | -------------------------------- |
| 1       | FC Barcelona        | 30             | 19 | 4 | 7  | 82 | 43 | 42     | 39  | Champion of La Liga              |
| 2       | Valencia CF         | 30             | 16 | 8 | 6  | 66 | 42 | 40     | 24  |                                  |
| 3       | Real Madrid C.F.    | 30             | 18 | 3 | 9  | 67 | 49 | 39     | 18  |                                  |
| 4       | RCD Espanyol        | 30             | 16 | 4 | 10 | 64 | 40 | 36     | 24  |                                  |
| 5       | Sevilla FC          | 30             | 16 | 2 | 12 | 70 | 57 | 34     | 13  |                                  |
| 6       | Athletic Bilbao     | 30             | 14 | 4 | 12 | 83 | 52 | 32     | 31  |                                  |
| 7       | Sporting de Gijón   | 30             | 11 | 8 | 11 | 39 | 54 | 30     | -15 |                                  |
| 8       | Atlético Madrid     | 30             | 13 | 4 | 13 | 65 | 70 | 30     | -5  |                                  |
| 9       | Real Oviedo         | 30             | 12 | 5 | 13 | 63 | 62 | 29     | 1   |                                  |
| 10      | Real Sociedad       | 30             | 10 | 8 | 12 | 54 | 61 | 28     | -7  |                                  |
| 11      | Racing de Santander | 30             | 11 | 5 | 14 | 46 | 61 | 27     | -15 |                                  |
| 12      | Real Valladolid     | 30             | 10 | 5 | 15 | 48 | 54 | 25     | -6  |                                  |
| 13      | Celta Vigo          | 30             | 10 | 5 | 15 | 54 | 69 | 25     | -15 |                                  |
| 14      | Deportivo La Coruña | 30             | 9  | 6 | 15 | 49 | 78 | 24     | -29 |                                  |
| 15      | CD Málaga           | 30             | 10 | 2 | 18 | 47 | 69 | 22     | -22 | Retrogradată în Segunda División |
| 16      | Real Zaragoza       | 30             | 6  | 5 | 19 | 38 | 74 | 17     | -36 | Retrogradată în Segunda División |